# Campogialli
Campogialli (già Campogiallo) è una frazione del comune di Terranuova Bracciolini, nella provincia di Arezzo.

## Geografia fisica
Il centro abitato di Campogialli costituisce un nucleo urbano storico situato ai piedi del Pratomagno valdarnese, sulla riva destra del torrente Agna di Pratovalle.
Il piccolo paese dista circa 14 km dal capoluogo comunale e poco più di 20 km dalla città di Arezzo.

## Storia
Campogialli nacque come uno dei castelli di proprietà della famiglia ghibellina dei Pazzi del Valdarno, imparentati con gli Ubertini, costituendosi ben presto comune autonomo data l'importanza strategica della posizione.
Lo storico Giovanni Villani racconta nelle Cronache fiorentine (XII, 30) che il castello fu attaccato dagli uomini di Castelfranco di Sopra, insieme ad alcuni alleati valdarnesi e aretini, il 29 aprile 1344; riusciti ad entrare da una delle porte grazie ad un tradimento, gli uomini di Castelfranco ne uccisero gli abitanti, tra i quali dieci facoltosi membri della casata dei Pazzi. Lo storico Scipione Ammirato, nella sua opera Istorie fiorentine (1600), non menziona l'attacco, ma scrive che «il Comune di Campogiallo si dette a 3 di maggio (1344) a'Fiorentini, come fece poi quello del Borro, e di Trojano, tutti tre castelli del contado Aretino.»
Nel diploma aretino di Carlo IV dell'anno 1356, Campogialli è ricordato come villaggio al confine dell'antico contado di Arezzo.
Nel 1551 si contavano 220 abitanti, che sono andati via via ad aumentare fino a raggiungere i 304 del 1745 e, cento anni dopo (1845), le 504 unità.

## Monumenti e luoghi d'interesse

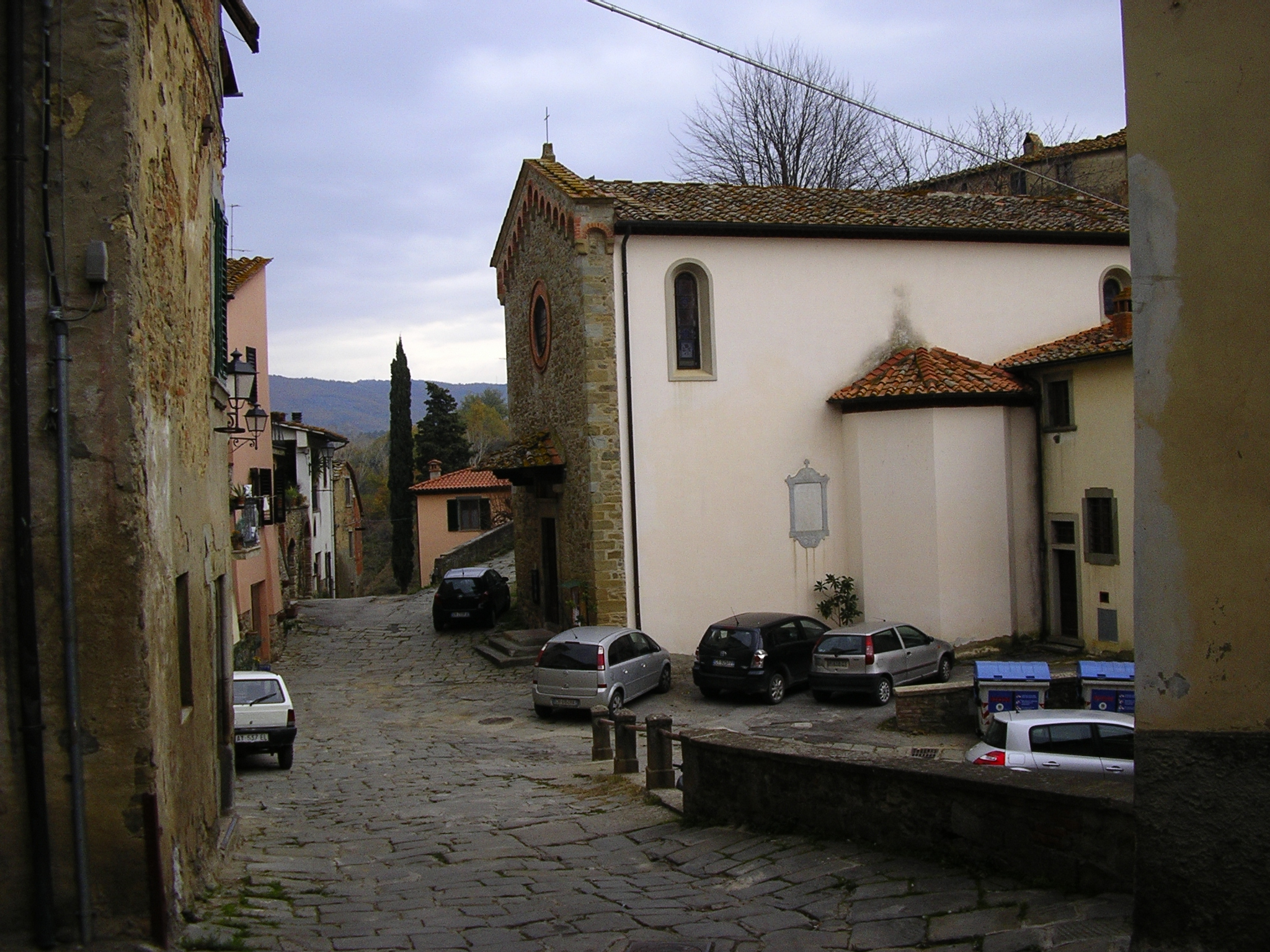
Il lato destro della chiesa di Sant'Agata

### Architetture religiose
- Chiesa di Sant'Agata, chiesa parrocchiale della frazione, è situata al centro del nucleo storico medievale di Campogialli, in via delle Ville. L'edificio è stato costruito in epoca basso-medievale andando a sostituirne uno più antico dedicato a san Lorenzo.[3] La chiesa fu eretta in prioria il 3 giugno 1763.[2][3] Nel XX secolo, nel periodo tra le due guerre mondiali, l'edificio è stato sottoposto ad una serie di opere di restauro e ristrutturazioni su progetto di frate Raffaello Franci del convento di Monte Croci.[3] La parrocchia si estende su un territorio che conta circa 300 abitanti.[5]

- Oratorio di Santa Maria in Campo Arsiccio, piccola chiesa situata poco fuori del paese, lungo la strada per Cicogna sulle riva del borro Ascione, conserva all'interno importanti opere pittoriche del XV secolo.[3]

## Cultura

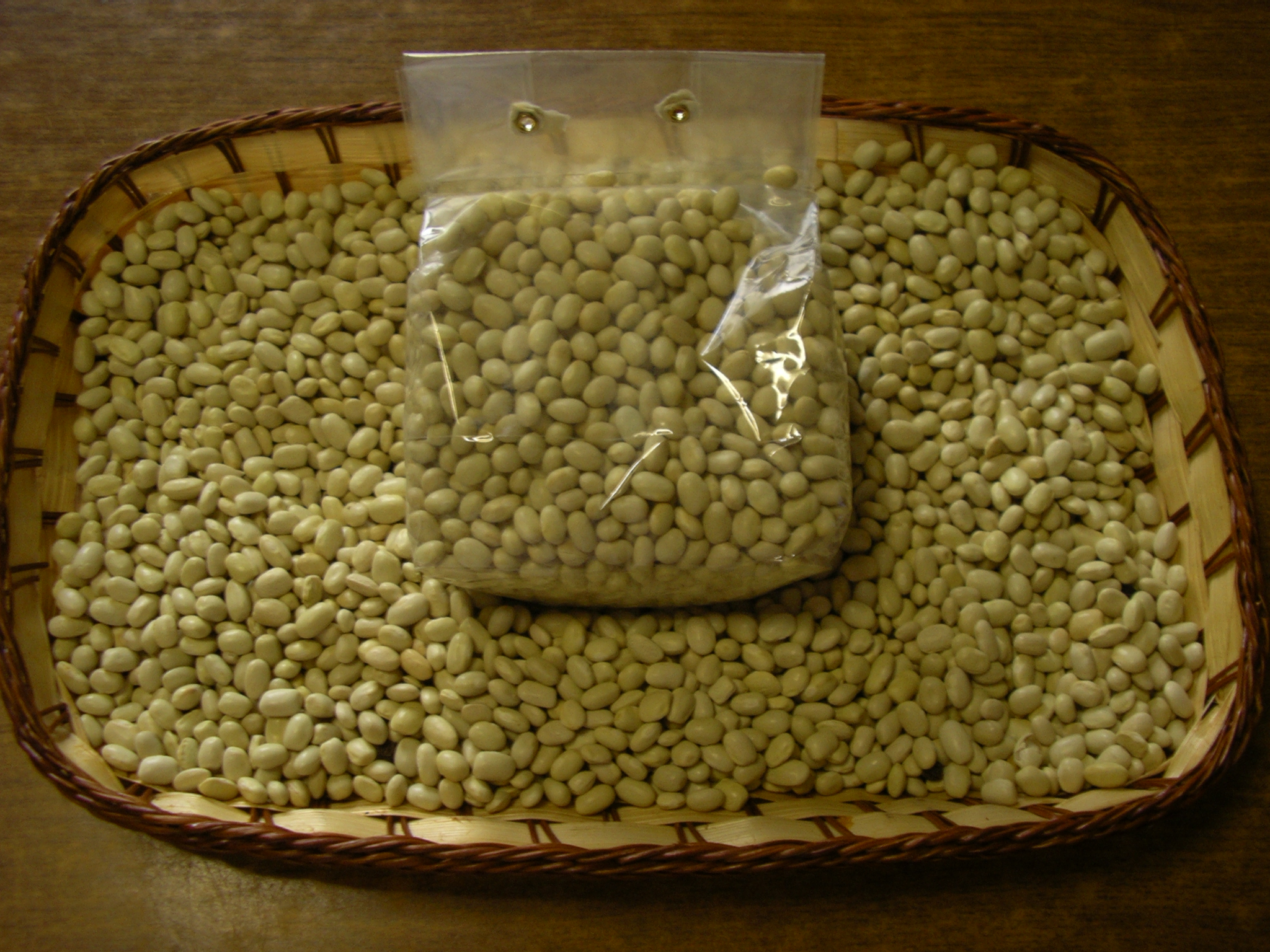
Fagiolo zolfino, prodotto tipico

### Cucina
I prodotti tipici sono quelli offerti dal territorio valdarnese: primi fra tutti sono il fagiolo zolfino e il pollo valdarnese.